# Маркария
Маркарѝя (на италиански и на местен диалект: Marcaria) е градче и община в Северна Италия, провинция Мантуа, регион Ломбардия. Разположено е на 25 m надморска височина. Населението на общината е 6697 души (към 2014 г.).